# GenealogyJ
GenealogyJ är ett Java-baserat genealogiprogram publicerat under GNU General Public License.